# فرانچسکو نونزیاتینی
فرانچسکو نونزیاتینی (انگلیسی: Francesco Nunziatini؛ زادهٔ ۱۵ مارس ۲۰۰۳) بازیکن فوتبال است.